# 劉汝賢
劉 汝賢（りゅう じょけん）は、中華民国の軍人。北京政府、国民軍、国民政府に属した。字は竹波。父方の従兄弟に劉汝明。

## 事跡
保定速成武備学堂（北洋行営将弁学堂とも）を卒業後、李石曽の京津同盟会に加わり、辛亥革命では王法勤らと活動した。北京政府で陸軍軍人として経歴を重ねる。1912年（民国元年）12月3日、陸軍軍務司砲兵科一等科員。1913年（民国2年）5月4日、砲兵中校。1914年（民国3年）2月、陸軍大学4期入学。卒業後、陸軍省一等科員。また、北洋陸軍大学教員、、保定軍官学校教育長もつとめた。1918年（民国7年）12月17日、砲兵上校。
1923年（民国12年）3月14日、陸軍軍学編輯局局長となる。翌1924年（民国14年）1月、少将。第2次奉直戦争直後の11月11日、参謀本部参謀次長に昇格した。1925年（民国14年）1月27日、参謀総長暫行代理。5月、臨時参政院参議。7月12日、中将。11月13日～15日まで天津で反奉戦争の停戦交渉にて鹿鍾麟、張樹声らと国民軍代表として参加。
1926年（民国15年）1月、許世英内閣において署理参謀総長となっている。3月、国民軍3軍総参議、参謀長。
1928年（民国17年）、国民政府に転じて、やはり参謀次長として11月13日、葛敬恩とともに起用された（～翌年4月6日まで）。1931年（民国20年）12月19日に軍事参議院参議となる。1932年（民国21年）1月23日、国難会議会員。
1936年（民国25年）1月、陸軍少将銜を授与された。3月、河北省政府参議。
以後、日中戦争勃発前に病死したとされる。

## 注
1. 1 2 3 4 5 6 7 8 9 10  杨 2001, p. 416.
2. ↑  马平安 (2014). 晚清非典型政治研究：帝国的经验和教训. 华文出版社. p. 37. ISBN 9787507541564
3. ↑  全国政协文史资料研究委员会 編 (2012). 辛亥革命回忆录5. 中国文史出版社. p. 369
4. ↑  “政府広報第220号” (PDF) (中国語).   中華民国政府官職資料庫. 2020年7月28日閲覧。
5. ↑  “政府広報第357号” (PDF) (中国語).   中華民国政府官職資料庫. 2020年7月28日閲覧。
6. ↑  杜继东 (2018). 蒋百里传. 中华书局. p. 103. ISBN 9787101129885
7. ↑  “政府広報第1039号” (PDF) (中国語).   中華民国政府官職資料庫. 2020年7月28日閲覧。
8. ↑  “政府広報第2517号” (PDF) (中国語).   中華民国政府官職資料庫. 2020年7月28日閲覧。
9. ↑  “政府広報第3103号” (PDF) (中国語).   中華民国政府官職資料庫. 2020年7月28日閲覧。
10. ↑  “政府広報第3171号” (PDF) (中国語).   中華民国政府官職資料庫. 2020年7月28日閲覧。
11. ↑  “政府広報第3333号” (PDF) (中国語).   中華民国政府官職資料庫. 2020年7月28日閲覧。
12. ↑  张学继 (2011). 张作霖幕府与幕僚. 浙江文艺出版社. p. 328
13. ↑  “政府広報第3503号” (PDF) (中国語).   中華民国政府官職資料庫. 2020年7月28日閲覧。
14. ↑  “国民政府広報第17号” (PDF) (中国語).   中華民国政府官職資料庫. 2020年7月28日閲覧。
15. ↑  “国民政府広報第135号” (PDF) (中国語).   中華民国政府官職資料庫. 2020年7月28日閲覧。
16. ↑  “国民政府広報第955号” (PDF) (中国語).   中華民国政府官職資料庫. 2020年7月28日閲覧。
17. ↑  “国民政府広報第985号” (PDF) (中国語).   中華民国政府官職資料庫. 2020年7月28日閲覧。
18. ↑  “国民政府広報第1960号” (PDF) (中国語).   中華民国政府官職資料庫. 2020年7月28日閲覧。